# Hayko
Hayko, pseudonimo di Hayk Hakobyan (in armeno Հայկո; Erevan, 25 agosto 1973 – Erevan, 29 settembre 2021), è stato un cantante, cantautore e musicista armeno.

## Biografia
Dopo essersi aggiudicato il concorso canoro nazionale, partecipò all'Eurovision Song Contest 2007 ad Helsinki con la canzone Anytime You Need, che ottenne l'8º posto nella classifica finale.
Hayko è morto il 29 settembre 2021, all'età di 48 anni, in un ospedale di Erevan, dove si trovava ricoverato da più di una settimana per complicazioni da COVID-19  . Il cantante da qualche tempo lottava anche con un cancro.